# IMIBIC
L'Instituto Maimónides de Investigación Biomédica de Córdoba (IMIBIC) és un centre de recerca bàsica i aplicada dedicat a la biologia molecular i cel·lular, la biologia estructural i computacional i la química, amb experts en proteòmica, genòmica, bioestadística, espectrometria de massa i microscòpia digital avançada. L'IMIBIC va ser fundat a l'octubre de 2008 per la Junta d'Andalusia i la Universitat de Còrdova. El director científic de l'Institut és Justo Castaño Fuentes.
Els objectius de l'IMIBIC són promoure la recerca multidisciplinària d'excel·lència, fomentar la col·laboració entre les entitats locals i els instituts de recerca internacionals, proporcionar una formació d'alt nivell en ciències biomèdiques al personal investigador, estudiants i visitants, promoure la innovació i la transferència de tecnologia i activar un diàleg obert amb el públic a través d'activitats educatives i de divulgació. La missió estratègica final és traslladar els resultats a la clínica.
El 2012 va captar 4,95 milions d'euros, el doble que un any abans.